# Kraftdjur
Kraftdjur (också kallat totemdjur eller fylgjor) är ett begrepp introducerat 1980 av Michael Harner för att användas inom nyschamanismen. Det handlar om totemdjur eller fylgjor som används för att ge kraft, beskydd och hjälp. Föreställningen har lånat drag från schamanistiska föreställningar om totemdjur och från föreställningar om spiritus familiaris inom europeisk ockultism.
Ofta känner individen en sorts dragning till ett visst djur men ibland kan också någon särskild händelse, vision eller dröm uppenbara en människas kraftdjur.
Inom core-shamanismen hämtar shamanen sitt eller andras kraftdjur genom att göra en meditativ resa till underjorden. När djuret visat sig i tre olika vinklar vet man att det är ens kraftdjur och man tar det med sig upp till mellanvärlden. Efter detta måste man även underhålla sitt kraftdjur genom olika ritualer i trans, som dans och sång.
Ett kraftdjur behöver inte vara något vanligt djur, det kan även vara drakar, fenixar och liknande. Bland senare kritiker inom nyschamanismen, som menar sig företräda en mer "äkta västeuropeisk schamanism", bör man inte ha en insekt som kraftdjur eftersom det representerar blockeringar. Problem med insekter under ens resa (trans) har därför fått en slags symbolisk betydelse att man behöver renas och ta bort blockeringar.